# چارلز شولتس
چارلز مونرو شولتس (به انگلیسی: Charles Monroe Schulz) (۲۶ نوامبر ۱۹۲۲ – ۱۲ فوریه ۲۰۰۰) در آمریکا به دنیا آمد. وی کارتونیست بود و داستان مصور پیناتز (به انگلیسی: Peanuts) یا بادام زمینی‌ها به عنوان یکی از مشهورترین و تاثیرگذارترین در تاریخ رسانه است و هنوز در بسیاری از روزنامه‌ها چاپ می‌شود.